# Blyes
Blyes (pronunciado /bli/) es una comuna francesa situada en el departamento de Ain, de la región de Auvernia-Ródano-Alpes.

## Demografía
| 108 | 147 | 228 | 359 | 535 | 692 | 908 | 944 | 1 094 |
| Para los censos de 1962 a 1999 la población legal corresponde a la población sin duplicidades (Fuente: INSEE [Consultar]) |     |     |     |     |     |     |     |       |